# Tamarus Valley
Das Tamarus Valley ist ein eisfreies Tal im Australischen Antarktis-Territorium. In der Britannia Range liegt es südlich des Sabrina Ridge und 4 km nordöstlich des Mount Henderson.
Eine Mannschaft neuseeländischer Geologen der University of Waikato, die in diesem Gebiet zwischen 1978 und 1979 Untersuchungen durchführte, benannte es. Tamarus ist der Name für den englischen Fluss Tamar in römischer Zeit.